# Hemioplisis impensata
Hemioplisis impensata là một loài bướm đêm trong họ Geometridae.